# 2027
2027 (MMXXVII) va fi un an obișnuit în calendarul gregorian, care va începe într-o zi de vineri. Va fi al 2027-lea an de d.Hr., al 27-lea an din mileniul al III-lea și din secolul al XXI-lea, precum și al 8-lea an din deceniul 2020-2029.

## Evenimente
- 6 februarie: Va avea loc o eclipsă de soare
- 2 august: Va avea loc o eclipsă totală de soare
- 7 august: Asteroidul (137108) 1999 AN10 va trece la o distanță de 388.960 km distanță de Pământ
- 1 octombrie-13 noiembrie: va avea loc Cupa Mondială de Rugby din 2027